# Любартівський повіт (Російська імперія)
Люба́ртівський повіт (рос. Любартовский уезд, пол. Powiat lubartowski) — історична адміністративно-територіальна одиниця Люблінської губернії Російської імперії та Люблінського воєводства Другої Речі Посполитої. Утворений у 1869 році. Повітовий центр — місто Любартів.

## Волості
При утворенні до повіту входили 1 місто (Любартів) і 4 містечка (Кам'янка, Фірлей, Міхів, Чемерники) та 14 сільських волостей. В повіті було сіл і селищ — 171.
В 1911 р. повіт поділявся на 14 волостей:
- Велике — с. Велике,
- Кам'янка — с. Кам'янка,
- Луцька — с. Загороди,
- Людвин — с. Людвин,
- Люшава — с. Люшава,
- Німці — с. Німці,
- Рудно — с. Рудно,
- Самокляски — с. Самокляски,
- Спічин — с. Спічин,
- Сирники — с. Сирники,
- Тарло — с. Тарло,
- Фірлей — с. Худоволя,
- Худоволя — с. Міхів,
- Чемерники — с. Чемерники.

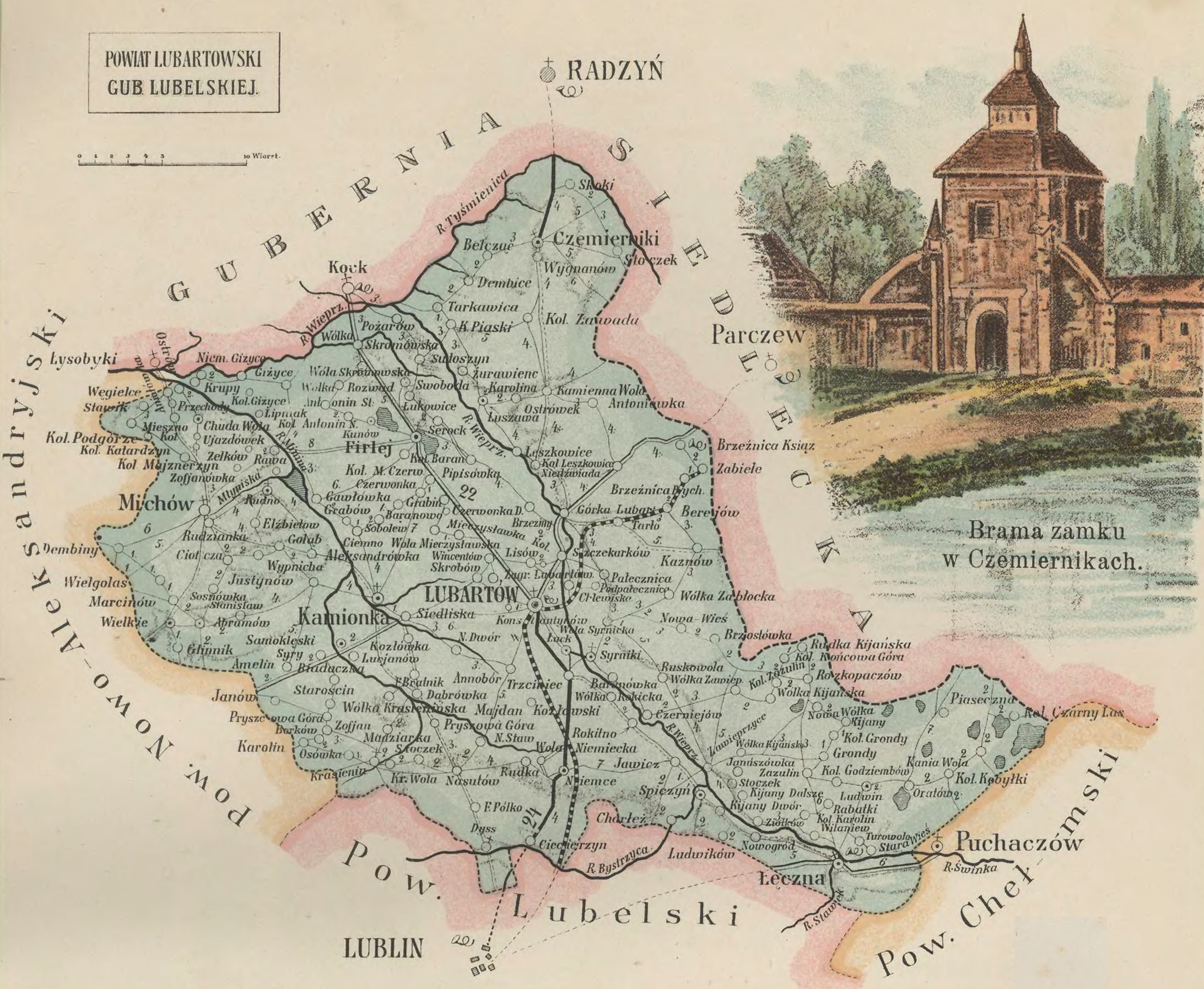
Любартівський повіт 1907

Ухвалою другої Думи від 9 травня 1912 (закон 23 червня 1912) населена українцями частина Любартовського повіту передана з Люблінської губернії до новоутвореної Холмської: села Дратів, Каніволя, Кобилки, Людвин і Щецин волості Людвин.

## Розташування
Повіт розташовувався на північному сході губернії. Межував на півдні — з Люблінським і Холмським повітом, на заході — з Ново-Олександрійським повітом, на півночі — з Радинським і Луківським повітами Сідлецької губернії, на сході — з Володавським повітом Сідлецької губернії.

## Населення
За даними етнографічної експедиції 1869—1870 років під керівництвом Павла Чубинського, у повіті проживало 855 українськомовних греко-католиків.
У 1883 році населення повіту становило 74 365 осіб, з них: 58 846 римокатоликів, 8 490 юдеїв, 5 153 євангелістів, 1 441 православних (до 1875 р. — греко-католики) і 435 баптистів.
Згідно з переписом населення Російської імперії 1897 року в повіті проживало 101 392 особи. З них 70 785 ос. (81,5 %) — поляки, 10 045 ос. (11,6 %) — євреї, 3 712 ос. (4,3 %) — німці, 1 590 ос. (1,8 %) — українці.